# Ił-2
Ił-2 (ros. Ил-2) – radziecki samolot szturmowy (ros. Штурмовик) z czasów II wojny światowej, zaprojektowany przez Siergieja Iljuszyna.
Maszyna powstała w liczbie 36 154 egzemplarzy, co czyni go najliczniej produkowanym samolotem wojskowym, a także trzecim najliczniej produkowanym płatowcem w historii lotnictwa. Przez niektórych Ił-2 uważany jest za najlepszy samolot szturmowy II wojny światowej.
W powojennym kodzie NATO maszyna otrzymała oznaczenie Bark.
Pierwszy prototyp – BSz-2 (znany także jako CKB-55) swój dziewiczy lot odbył 2 października 1939 roku. Pilotem był Władimir Kokkinaki.

## Projekt i rozwój

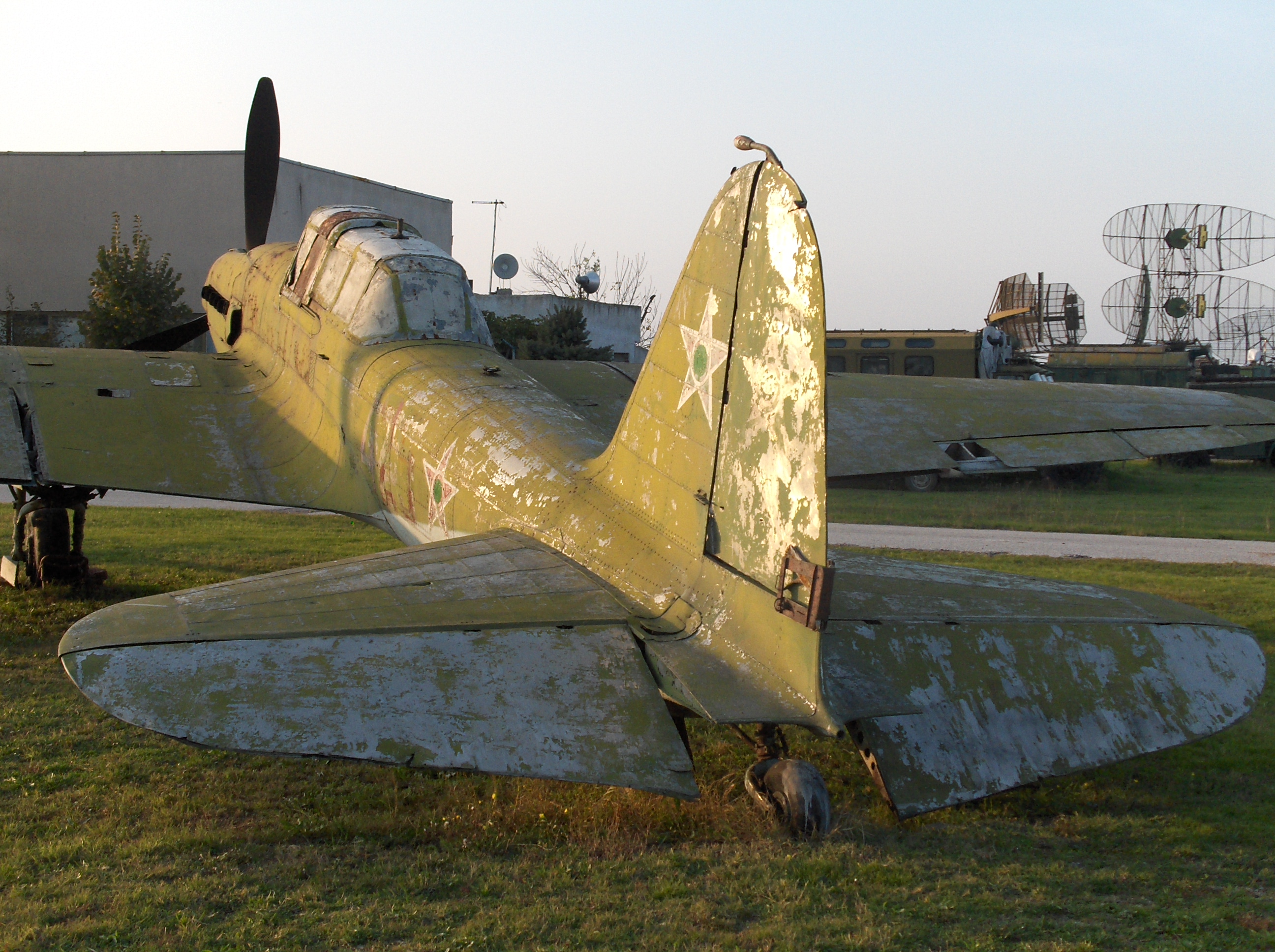
Ił-2M w Narodowym Muzeum Lotnictwa w Krumowie

Idea radzieckiego, opancerzonego samolotu szturmowego sięga początku lat 30. XX wieku, kiedy to Dmitrij Grigorowicz zaprojektował dwupłaty TSz-1 i TSz-2, oraz jednopłat Tsz-3. Ówczesne radzieckie silniki były jednak zbyt słabe dla ciężkich, opancerzonych samolotów.
Ił-2 został zaprojektowany przez zespół pod kierownictwem Siergieja Iljuszyna w Centralnym Biurze Projektowym w 1938 roku jako maszyna dwumiejscowa. Na osobisty rozkaz Stalina został jednak przeprojektowany na wersję jednomiejscową – samolot miał być wykorzystywany do niszczenia celów naziemnych, więc nie potrzebował strzelca pokładowego.
W rzeczywistości pierwszy projekt, oznaczony jako CKB-55, był dwumiejscowym dolnopłatem z ciężkim pancerzem (700 kg), chroniącym załogę, silnik, chłodnice wody i oleju oraz zbiorniki paliwa. Maksymalna masa startowa maszyny wynosiła ponad 4700 kg, więc masa pancerza wynosiła około 15% masy gotowego do lotu samolotu. Cechą charakterystyczną samolotu Iljuszyna, pośród innych szturmowców z czasów II wojny światowej, było zastosowanie pancerza jako powierzchni nośnej kadłuba, co znacznie zredukowało masę maszyny. Prototyp CKB-55 odbył swój pierwszy lot 2 października 1939 roku, wygrał z projektem Pawła Suchoja – Su-6 konkurs na samolot dla Armii Czerwonej i otrzymał oznaczenie BSz-2.
BSz-2 był jednak zbyt ciężki dla silnika Mikulin AM-35, który generował 1022 kW (1370 KM), a osiągi były zadowalające tylko przy znacznych wysokościach. Z tego powodu sam Iljuszyn postanowił przeprojektować swój samolot na lżejszy, jednomiejscowy wariant oznaczony jako CKB-57. Zrezygnowano więc z tylnego strzelca, miejsce po nim zaślepiono płytą pancerną i zastosowano dodatkowy zbiornik paliwa, co zwiększyło zasięg samolotu. Nowa wersja otrzymała jednostkę Mikulin AM-38, która dawała lepsze osiągi na niższych wysokościach. CKB-57 po raz pierwszy wzbił się w powietrze 12 października 1940 roku. Wersja przedprodukcyjna pozytywnie przeszła testy w marcu 1941 i została przemianowana na Ił-2 w kwietniu. Dostawy do jednostek rozpoczęły się w maju 1941 roku. Prototypy CKB-55 i CKB-57 wyprodukowano w Zakładzie Nr 39 w Moskwie, przy którym znajdowało się biuro konstrukcyjne Iljuszyna.
W 1942 roku, z powodu braku silników AM-38F (fabryki przenoszono w głąb ZSRR), do napędu latających czołgów zaproponowano gwiazdowe silniki ASz-82 projektu Szwecowa, jednak ASz-82 używany był również w nowych myśliwcach Ła-5, przez co wszystkie silniki Szwecowa trafiały do fabryk produkujących Ławoczkiny.
W związku z tym, że Ił-2 nie miał broni defensywnej, notowano duże straty. Dowództwo lotnictwa zażądało powrotu do wariantu dwumiejscowego, co udało się zrobić do końca 1942 roku. Kadłub pozostał jednak niezmieniony, przez co 6 mm blachy pancernej (ze spodniej części kadłuba) chroniło tylko nogi strzelca. Poza tym zastosowano owiewkę nad głową strzelca, która była przedłużeniem kabiny pilota.
Pełną ochronę załogi płytami pancernymi zastosowano w sukcesorze – Ile-10, którego produkcję rozpoczęto w 1944 roku.

### Opis techniczny
Ił-2 był jednosilnikowym, wolnonośnym dolnopłatem o konstrukcji mieszanej, specjalnie zaprojektowanym do zadań szturmowych. Załogę samolotu stanowiły 2 osoby (we wcześniejszych wersjach tylko jedna). Skrzydło podzielone było na trzy części – dwa skrzydła i centropłat. W środku centropłata znajdowała się komora bombowa, a na jego krańcach – gondole podwozia. Kadłub podzielony był na dwie części. Przednią jego część pokrywała pancerna skorupa, tylna była konstrukcji mieszanej lub metalowej. Pancerz stanowiły grube płyty stalowe łączone nitami AB-1 (AB-2), które chroniły silnik, kokpit, chłodnice oleju i cieczy chłodzącej oraz zbiorniki paliwa. Podwozie maszyny miało klasyczny układ – przednie podwozie chowało się do gondol w centropłacie, a kółko ogonowe zamontowane było na stałe.

### Silnik

Silnik AM-38F eksponowany w MLP w Krakowie

Mikulin AM-38 – tłokowy, 12-cylindrowy w układzie V z 60° rozwarciem cylindrów. Został zaprojektowany przez Aleksandra Mikulina. Chłodzony był cieczą i rozwijał moc od 1600 do 1700 KM (AM-38F). Maksymalna żywotność jednostki wynosiła tylko 150 godzin.

### Uzbrojenie
- 2 działka zamontowane w krawędzi natarcia skrzydeł (początkowo – działka SzWAK 20 mm, w głównej serii – działka WJa 23 mm, w wersji przeciwczołgowej – podskrzydłowe działka NS-37 37 mm). Istniały również plany uzbrajania Ił-2 w działka NS-45 (45 mm).
- 2 karabiny maszynowe SzKAS (7,62 mm) zamontowane w krawędzi natarcia skrzydeł
- bomby o masie ogółem do 400 kg
- bomby małego wagomiaru w 4 kasetach bombowych, w tym przeciwpancerne PTAB-2,5-1,5[12]
- do 8 niekierowanych pocisków rakietowych RS-82 lub RS-132[12]
- w wariancie dwumiejscowym, do samoobrony używano karabinu maszynowego UBT kalibru 12,7 mm.

## Produkcja
Maszyna produkowana była seryjnie w fabrykach lotniczych Nr 1 i Nr 18 w Kujbyszewie, Nr 30 w Moskwie, a także w niewielkiej części w zakładzie Nr 381 w Leningradzie. Ił-2 został wyprodukowany w ogromnej liczbie egzemplarzy w rekordowo krótkim czasie, stając się najliczniej produkowanym samolotem wojskowym w historii lotnictwa. Jednak w momencie ataku III Rzeszy na Związek Radziecki, na wyposażeniu Armii Czerwonej znajdowało się tylko 249 Szturmowików.
Produkcja po napadzie Niemiec na ZSRR była znikoma z powodu przenosin zakładów produkcyjnych na wschód (za Ural) ze względu na niebezpieczeństwo bombardowań ze strony lotnictwa niemieckiego. Iljuszyn miał wtedy czas na niezbędne poprawki i udoskonalenia maszyny. Już 2 miesiące po przeniesieniu zakłady wznawiały produkcję Iłów. Wielkość produkcji nie zadowalała jednak Józefa Stalina, który wysłał telegramy do zarządców fabryk – Szenkmana i Tretjakowa:

Zawodzicie Naszą Ojczyznę i Armię Czerwoną. Przestoje w produkcji Ił-2 nie denerwowały nas, do dziś. Ił-2 potrzebny jest Armii Czerwonej jak powietrze, jak chleb. Szenkman daje krajowi jeden samolot dziennie, a Tretjakow jeden lub dwa MiGi-3 na dobę. To jest kpina z Naszej Ojczyzny i Armii Czerwonej. Proszę nie nadużywać cierpliwości rządu i zwiększyć produkcję Iłów. Uprzedzam, że proszę ostatni raz.
Stalin

W rezultacie produkcja Szturmowików natychmiast wzrosła. Słowa Stalina o samolotach Ił-2 będących jak chleb, spowodowały, że produkcja w fabrykach Iljuszyna dostatecznie pokrywała zapotrzebowanie armii”.

### Liczba egzemplarzy
Źródło: 
| Zakład             | 1941 | 1942 | 1943   | 1944   | 1945 |
| ------------------ | ---- | ---- | ------ | ------ | ---- |
| Nr 1 (Kujbyszew)   | 5    | 2991 | 4257   | 3719   | 957  |
| Nr 18 (Kujbyszew)  | 1510 | 3942 | 4702   | 4014   | 931  |
| Nr 30 (Moskwa)     | –    | 1053 | 2234   | 3377   | 2201 |
| Nr 381 (Leningrad) | 27   | 243  | –      | –      | –    |
| Suma               | 1542 | 8229 | 11 193 | 11 110 | 4089 |

Liczba wyprodukowanych maszyn: 36 154, w tym w czasie wojny 35 668

### Wersje

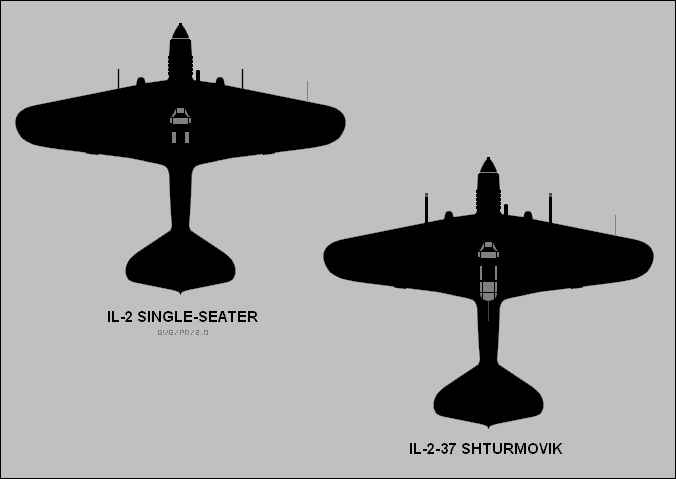
Profile jednomiejscowej (z lewej) i dwumiejscowej wersji Ił-2

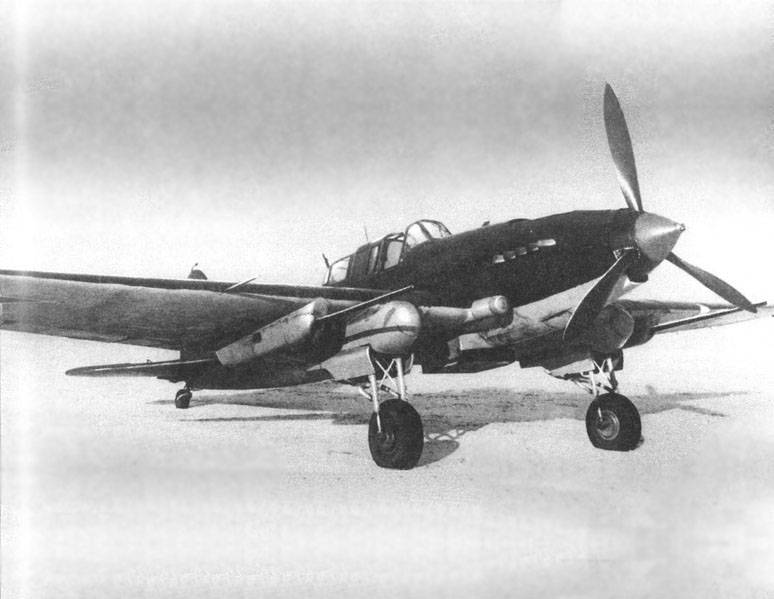
Ił-2 NS-37 z podskrzydłowymi działkami NS-37 na lotnisku w Moskwie w 1943 roku

Maszyna produkowana była w odmianach jednoosobowej (pilot) i dwuosobowej (pilot i tylny strzelec). W produkcji stosowano różne technologie i używano łatwo dostępnych materiałów np. w 1941 roku w niektórych egzemplarzach montowano metalowe stateczniki ogonowe czy dodatkowe wzmocnienia kadłuba. Zmieniały się także silniki, wyposażenie i uzbrojenie.
CKB-55
Dwumiejscowy prototyp z silnikiem AM-35, który odbył swój pierwszy lot 2 października 1939 roku.
BSz-2
Oznaczenie Armii Czerwonej dla prototypu CKB-55.
CKB-57
Jednomiejscowy prototyp z silnikiem AM-38, który pierwszy raz wzbił się w powietrze 12 października 1940 roku.
Ił-2 (CKB-57P)
Pierwsza, jednomiejscowa wersja produkowana seryjnie, z silnikiem Mikulin AM-38 (1600 KM). Samolot uzbrojony był w dwa działka SzWAK kal. 20 mm z zapasem 210 sztuk nabojów na działko i dwa karabiny maszynowe SzKAS 7,62 mm z zapasem 750 sztuk nabojów na karabin oraz bomby i rakiety RS-82/RS-132. W związku z dużymi stratami wersji jednomiejscowej, część egzemplarzy zmodyfikowano do wersji dwumiejscowej.
Ił-2 (dwumiejscowy)
Dwumiejscowa wersja z silnikiem AM-38. Pierwsze walki maszyna stoczyła 30 października 1942 roku pod Stalingradem. Ładunek bombowy został zredukowany z 600 do 400 kg. Maszyny używane były na obrzeżach formacji bombowych, do ochrony przed niemieckimi myśliwcami. Wersja szybko została zastąpiona przez „Ił-2 (1943)”.
Ił-2 (1943)
Znany na zachodzie jako „Ił-2M” samolot z nowszym silnikiem AM-38F. Pierwsze maszyny trafiły do jednostek na początku roku 1943. Początkowo uzbrojone z 20-milimetrowe działka SzWAK, z czasem zastąpione przez działka WJa kalibru 23 mm.
Ił-2m3 (Skrzydło ze strzałką, KSS, крыло со „стрелкой”)
Samolot dwumiejscowy z silnikiem Mikulin AM-38F (1700 KM), uzbrojony w dwa działka WJa-23 kal. 23 mm z zapasem 210 sztuk nabojów na działko i dwa karabiny maszynowe SzKAS kal. 7,62 mm z zapasem 750 sztuk nabojów na karabin, ze stanowiskiem tylnego strzelca wyposażonego w karabin maszynowy UBT kal. 12,7 mm z zapasem 150 sztuk nabojów (3× 50 sztuk) oraz ładunek bomb 400 kg, kasety z bombami przeciwpancernymi PTAB-2,5-1,5 i 4 rakiety RS-82 lub RS-132. Do modyfikacji wprowadzono także pewne ulepszenia aerodynamiczne i strukturalne. Zamiast zbiornika metalowego zainstalowano jego odpowiednik z włókna szklanego, który samoczynnie uszczelniał niewielkie otwory po przestrzeleniach. Jednak główną zmianą była zmiana kąta natarcia skrzydła, które wykonane były z duraluminium. Zastosowanie metalu zwiększało żywotność ich konstrukcji i ułatwiało naprawy oraz przeglądy. Dodano także sprężyny i przeciwwagi w sterze wysokości projektu Michaiła Mila, które poprawiały stateczność i manewrowość maszyny do tego stopnia, iż maszyna dwumiejscowa była równie zwrotna i stabilna co wersja jednomiejscowa. Do końca 1944 r., zakłady lotnicze nr 1, 18 i 30 zbudowały 7377 maszyn, które zostały dostarczone do Armii Czerwonej.
Ił-2 M-82
Samolot wyposażony w silnik w układzie podwójnej gwiazdy ASz-82FN, który rozwijał moc startową 1675 KM. Maszyna uzbrojona była w dwa działka SzWAK 20 mm z zapasem 210 sztuk nabojów na działko, dwa karabiny maszynowe SzKAS 7,62 mm z zapasem 750 sztuk nabojów na karabin oraz bomby i rakiety RS-82, a także karabin UBT 12,7 mm w opancerzonym stanowisku tylnego strzelca z zapasem 280 sztuk nabojów. Badania nad Ił-2 M-82IR ukończono w połowie sierpnia 1942 r. (sprawozdanie z badań zatwierdzone 18 sierpnia 1942), lecz eksperymenty nie przyniosły znacznej poprawy osiągów Szturmowika i wszelkie prace nad Ił-2 M-82 zostały przerwane.
Ił-2 SzFK-37
Jednomiejscowy samolot z silnikiem AM-38, wyposażony w dwa podskrzydłowe działka SzFK-37, kalibru 37 mm z zapasem 40 nabojów na działko. 9 maszyn brało udział w walkach 16. Armii Lotniczej – od 27 grudnia 1942 do 23 stycznia 1943 roku pod Stalingradem atakowały okrążone pozycje niemieckie. Później bombardowały także pobliskie nazistowskie lotniska, a także brały udział w wyzwalaniu wsi Kacialinskaja. Wersja nie była produkowana seryjnie.
Ił-2 NS-37
Seryjnie produkowany samolot, modyfikacja dwumiejscowego Ił-2 AM-38F, z podskrzydłowymi działkami NS-37 kalibru 37 mm, po 50 sztuk nabojów na działko. Wersja ta przygotowywana była specjalnie do niszczenia czołgów podczas bitwy na łuku kurskim, jednak wartość bojowa tej wersji była niewielka, dlatego też produkcję ograniczono do 3500 sztuk. Wersje te nie posiadały uzbrojenia rakietowego, a ładowność bombowa ograniczona do 100–200 kg. Po bitwie maszyny przekształcono na powrót do „Szturmowików” z kasetami PTAB.
Ił-2 NS-45
Prototyp Ił-2 AM-38F z działkami NS-45 kalibru 45 mm, po 50 nabojów na działko. Badania pokazały niezadowalającą celność przeciwko małym celom, głównie ze względu na duży odrzut i masę działek. Maszynę poddano testom w 1945 roku, jednak projekt zarzucono.
Ił-2U
Wersja szkolno-treningowa, znana także jako UIł-2. Posiadała jeden karabin maszynowy w skrzydle i jedną prowadnicę do montażu rakiet.
Ił-2T
Samolot torpedowo–bombowy stworzony dla radzieckiej Marynarki Wojennej, który mógł przenosić torpedę o kalibrze 45 cm. Dla zmniejszenia masy usunięto 23-milimetrowe działka WJa.
Ił-2I
Opancerzony myśliwiec, który pozostał w fazie prototypu. Koncepcja bazowała na kilku myśliwcach, które walczyły z bombowcami Luftwaffe. Projekt zarzucono z powodu niskiej prędkości maszyny, która była w stanie walczyć tylko ze starymi, powolnymi niemieckimi bombowcami.
Ił-2KR
Samolot korygująco–rozpoznawczy, produkowany seryjnie od połowy 1943 roku. Wyposażony był w radiostację dalekiego zasięgu i aparat fotograficzny AFA-1 lub AFA-1M. Po wprowadzeniu aparatów do seryjnych Szturmowików, zaniechano jego produkcji.

## Użycie bojowe

### Początkowa faza
Pierwsze użycie bojowe samolotu Ił-2 nastąpiło nad rzeką Berezyna, gdzie 4 SzAP (Lotniczy Pułk Szturmowy) bronił się przed nacierającym Wehrmachtem. Maszyny były nowe i piloci nie byli na nich szkoleni. Nie wiedzieli nic o właściwościach lotnych, efektywnej taktyce, czy współpracy z wojskami naziemnymi. Szkolenie pilotów ograniczało się zaledwie do kilku startów i lądowań. Żaden z lotników podczas szkolenia nie korzystał z uzbrojenia, nie mówiąc już o nauce taktyki i techniki ataku.
Pierwsze wyniki walk zakończyły się całkowitą klęską:

Podsumowując rok 1941, można stwierdzić, że był to jeden z najbardziej tragicznych okresów w historii załogi Szturmowików. Piloci byli naprędce szkoleni i rzucani na front, gdzie masowo ich zestrzeliwano. (...) Na przykład 280 SzAP, w ciągu trzech dni drugiej dekady października stracił 11 maszyn. Tylko 10 października do bazy nie wróciły trzy z pięciu samolotów, a te, które były na lotnisku, były w opłakanym stanie.

W dniu inwazji niemieckiej, na stanie Armii Czerwonej znajdowało się tylko 249 Szturmowików. W ciągu pierwszych trzech dni, 4 SzAP stracił w walce 10 maszyn, a kolejne 19 zniszczono lub poważnie uszkodzono z powodu niedoszkolenia pilotów. Z tego powodu zginęło 20 lotników. 10 lipca, siły 4 SzAP zmalały do dziesięciu Iłów, z 65. dostępnych w połowie czerwca.

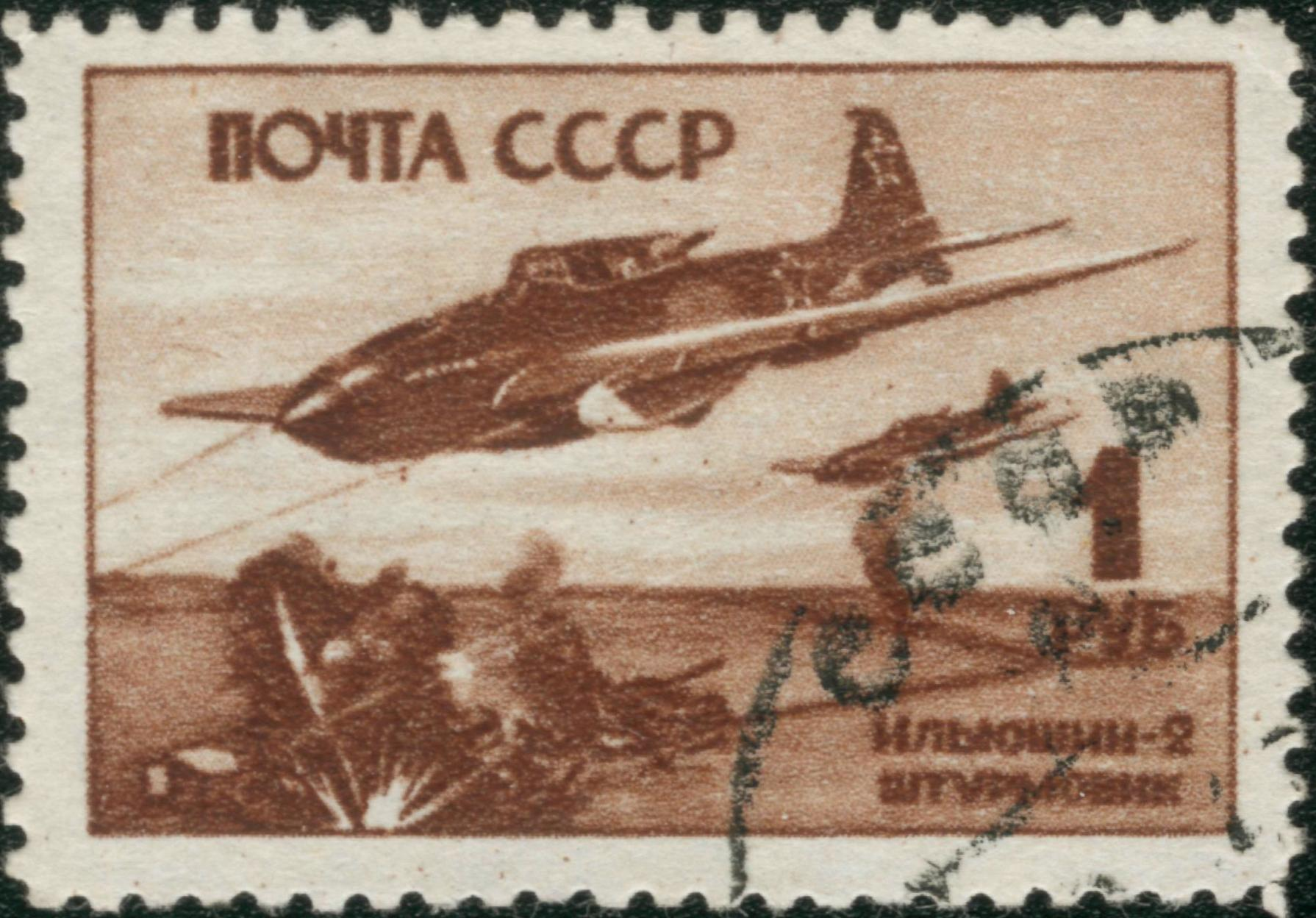
Radziecki znaczek pocztowy z atakującym samolotem Ił-2, 1945

Biorąc pod uwagę wysokie ryzyko lotów na Ił-2, tytuł Bohatera Związku Radzieckiego nadawano już od 10 lotów. Według innych danych, do 1943 roku tytuł Bohatera Związku Radzieckiego przyznawany był od 30 misji bojowych, ale później granica ta wzrosła do 40–50. Według oficjalnych statystyk sztabu lotnictwa Armii Czerwonej z ok. 1500 maszyn dostarczonych do 31 grudnia 1941, stracono 1100 z nich.

### Nowa taktyka
Zmiana taktyki nastąpiła, kiedy radzieccy piloci oswoili się z maszynami. Płaskie, horyzontalne bombardowanie na niskiej wysokości zastąpiono płytkim, 10° lotem nurkowym. W akcji uczestniczyło od 4 do 12 Szturmowików latających po okręgu, tak aby cel był pod ciągłym ostrzałem. Chociaż rakiety RS-82/RS-132 mogły bez problemów niszczyć pojazdy pancerne wroga, były tak niedokładne, że piloci woleli używać działek pokładowych. Inną bronią samolotów Ił-2 były bomby małego wagomiaru PTAB-2,5-1,5 (ПротивоТанковая АвиаБомба – przeciwczołgowa bomba lotnicza). W czterech wewnętrznych kasetach bomowych mieściło się 280 takich bomb (po 72 w centropłacie i po 68 w zewnętrznych częściach skrzydeł)j. Pociski kumulacyjne łatwo przebijały cienki pancerz górny wszystkich ówczesnych ciężkich czołgów niemieckich. Bomby PTAB po raz pierwszy na większą skalę zostały użyte podczas bitwy na łuku kurskim. W kasetach bombowych mogły być także stosowane bomby („ampuły”) z mieszaniną zapalającą AŻ-2, w łącznej liczbie 216 sztuk.
Później Ił-2 były powszechnie stosowane na froncie wschodnim. Samolot zdolny był do lotów w warunkach słabego oświetlenia i był w stanie przenosić broń mogącą pokonać niemieckie czołgi – Pantery i Tygrysy. Szturmowiki radziły sobie także z maszynami Luftwaffe, zestrzeliwując kilka Messerschmittów Bf 109.

### Efektywność ataków

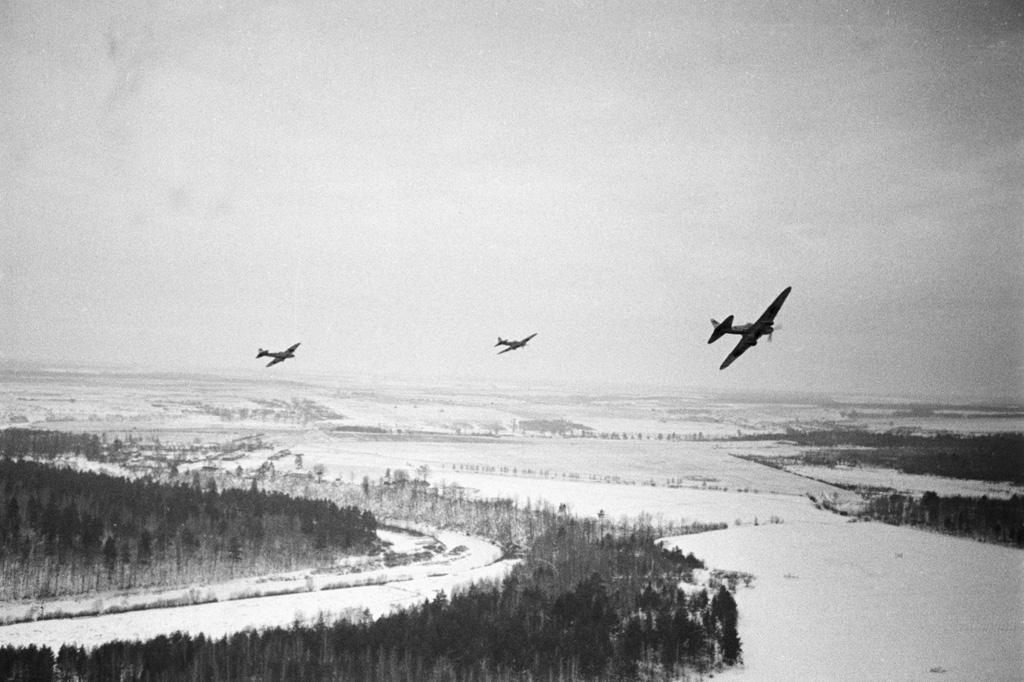
Ił-2 przelatujące nad niemieckimi pozycjami podczas bitwy pod Moskwą, 1 grudnia 1941 roku

Prawdziwe możliwości bojowe Szturmowików są trudne do określenia na podstawie zachowanych dokumentów. W. Liss wspomina zaangażowanie samolotów w walkach pod Kurskiem 7 lipca 1943 roku, gdzie 70 czołgów 9. niemieckiej Dywizji Pancernej zostało zniszczonych przez Iły w ciągu 20 minut. W innym raporcie z lotu bojowego z tego samego dnia, publikacje radzieckie mówią:

Wojska Lądowe doceniają pracę lotnictwa na polu bitwy. W wielu przypadkach ataki wrogich czołgów zostały zatrzymane przez wsparcie lotnicze. Tak więc 7 lipca udaremniono atak pancerny nacierający na 13. Armię w pobliżu miejscowości Keszara. Nasze samoloty wykonały trzy potężne ataki w grupach 20-30 maszyn, które zniszczyły 34 czołgi. Wróg został zmuszony do zaprzestania ataków i wycofania resztek wojsk na północ od Keszary

Głównym sposobem niszczenia pojazdów opancerzonych nieprzyjaciela w początkowym okresie wojny były bomby. W tym przypadku najlepsze wyniki osiągano przy użyciu bomby typu FAB-100. Jednakże przebicie 30-mm pancerza niemieckich czołgów średnich za pomocą FAB-100 było skuteczne tylko w przypadku, gdy bomba wybuchła w odległości poniżej 5 m od celu. Ponadto niskie, precyzyjne bombardowanie za pomocą FAB-100 było niebezpieczne. Początkowo odłamki bomb uszkadzały maszyny, z których zostały zrzucone. Dopiero później zaczęto stosować w bombach FAB-100 zapalniki czasowe, co jednak pozwalało „uciec” czołgom niemieckim poza zasięg rażenia ładunków.
Inną skuteczną bronią przeciwpancerną w początkowym okresie wojny okazały się kapsuły z białym fosforem, które w wielkiej liczbie zrzucano na kolumny czołgów. Fosfor jednak był bardzo „kapryśny” w stosunku do wilgotności, temperatury i wiatru, w wyniku czego miał bardzo ograniczone zastosowanie. W 1943 roku podczas bitwy o Kursk w arsenale latających czołgów pojawiły się bomby PTAB-2,5-1,5. W czasie wojny wyprodukowano 14 700 000 bomb przeciwpancernych.
Taktyka stosowania samolotów Ił-2 była tym trudniejsza, że nie było odpowiednich przepisów i wytycznych:

Nie wiem jak to się stało, ale nie tylko w części, lecz w całej 8 Armii Powietrznej nie było niezbędnych dokumentów dotyczących sposobu walki na Ił-2. W takim wypadku to piloci działali własnym, często nie najlepszym sposobem walki.

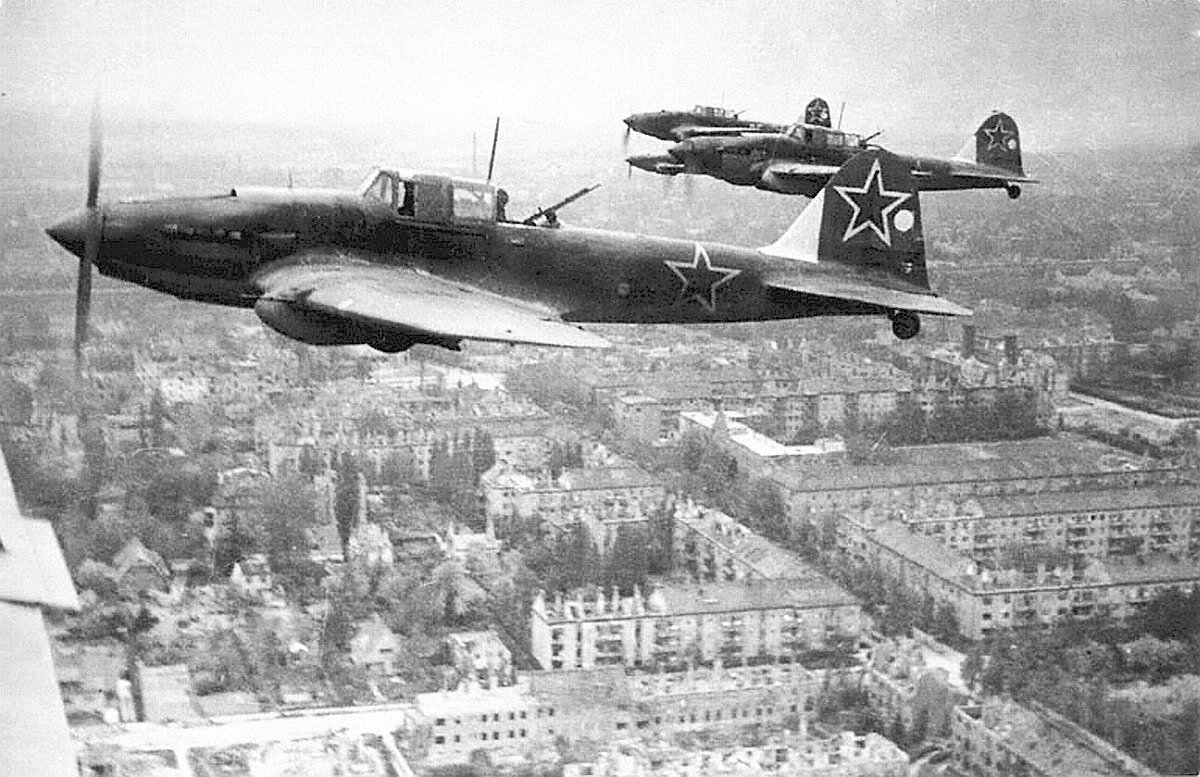
Formacja Ił-2 nad Berlinem w maju 1945 roku

Strzelanie z działek SzWAK było testowane w badaniach Instytutu Sił Powietrznych w Moskwie. Z 553 wystrzelonych pocisków, 20 (3,6%) trafiło w kolumnę czołgów, z czego 6 (1,1%) dotarło do zamierzonego celu. Podczas strzelania z działek WJa-23 podczas jednego z lotów bojowych 245 SzAP, wystrzelono 435 pocisków, z czego zaledwie 46 (10,6%) dotarło do celu. W trakcie walki opór nieprzyjaciela dodatkowo pogarszał celność Szturmowików. Ponadto pancerz niemieckich czołgów był zbyt gruby, by pojedyncze trafienie pociskiem 23 mm mogło je zniszczyć. Tylko precyzyjne trafienie w zbiornik paliwa mogło skutecznie unieszkodliwić pojazd, co w warunkach bojowych zdarzało się niezwykle rzadko.
Pod koniec wojny wojska ZSRR mogły skupić dużą liczbę Szturmowików, które wspierały ich główną ofensywę, lecz ataki przeciwko działom i rozproszonym celom opancerzonym działały raczej destruktywnie na morale wroga niż faktycznie niszczyły cele. Działo się tak, ponieważ samolot nie miał praktycznie żadnych przyrządów celowniczych pozwalających na bardziej dokładne bombardowanie – prawdopodobieństwo, że bomba trafi w obiekt o powierzchni 2000 metrów kwadratowych wynosiło 3,5% z wysokości 50 m i 2,3% z wysokości 200 m. Taka celność sprawiała, że niezwykle trudno było trafić nie tylko w okop, ale nawet w baterie artylerii. 9 czerwca, podczas ofensywy radzieckiej na Przesmyk Karelski, niewielkie siły fińskie miały przeciwstawić się znacznie większym oddziałom wspieranym przez Ił-2 i Pe-2. Finowie zauważyli jednak, że ataki bombowe Szturmowików często nie trafiały w cele, podczas gdy duże, niechronione obiekty, jak konwoje, stacje kolejowe czy fabryki szybko znikały z powierzchni ziemi. Szczególnie pojedynki między 20/40 mm działami fińskimi a Iłami rzadko przynosiły zwycięstwo atakujących. Zwykle straty Szturmowików były niewspółmiernie większe do liczby zniszczonych dział.
Ciężkie opancerzenie Ił-2 oznaczało także, że maszyna nie mogła zabrać dużego ładunku bombowego, co w połączeniu z kiepską celnością czyniło jego ataki znacznie mniej śmiercionośnymi niż innych alianckich współczesnych Iłowi samolotów myśliwsko-bombowych, takich jak P-47 czy Hawker Typhoon. Cztery lub osiem rakiet Iła, których głowica miała maksymalnie 0,9 kg ładunku wybuchowego (RS-132) wypadało słabo w porównaniu z P-47, który zazwyczaj zabierał dziesięć rakiet HVAR z 21-kilogramową głowicą czy 8–12 27-kilogramowych rakiet RP-3, które posiadał Typhoon. Podobnie, 50-kilogramowe (rzadziej 100-kilogramowe) bomby Szturmowików były zbyt małe, by zrekompensować dużą niecelność.

### Latający czołg

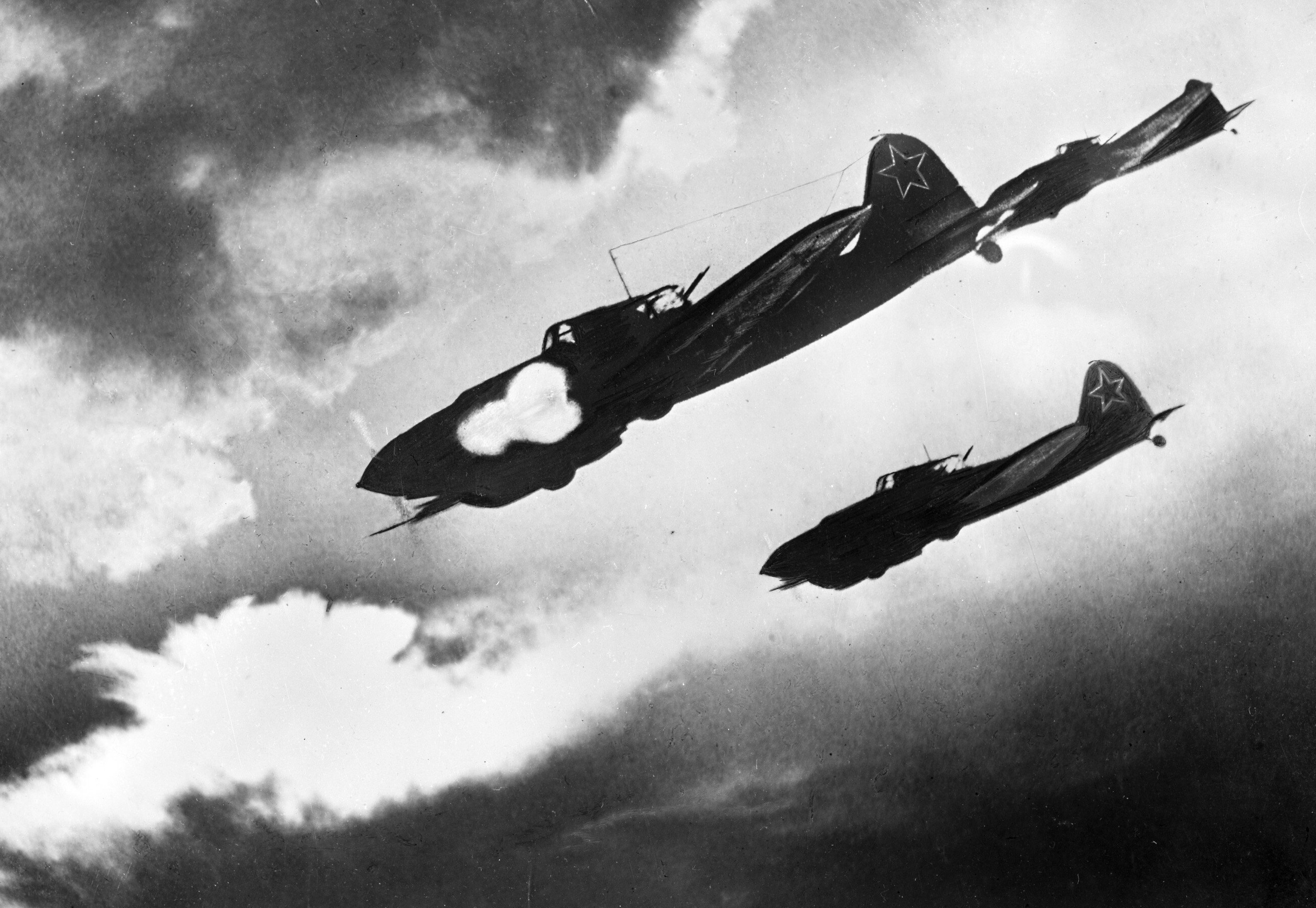
Radzieckie samoloty szturmowe Ił-2 atakują kolumnę niemieckich czołgów na Froncie Woroneskim podczas bitwy pod Kurskiem, lipiec 1943

Dzięki dobremu opancerzeniu Ił-2 był dość odporny zarówno na ostrzał karabinów maszynowych z ziemi, jak i trafienia odłamkami broni przeciwlotniczej. Maszyny niejednokrotnie wracały do baz mimo poważnych uszkodzeń powierzchni nośnej i licznych przestrzelinach w głównym pancerzu. Piloci państw Osi atakowali wolno lecące Iły, strzelając w kabiny Szturmowików z płytkiego lotu nurkowego. Kilku asów Luftwaffe wykonywało skutecznie ataki na formacje Iłów od dołu, unikając w ten sposób ognia prowadzonego ze stanowiska tylnego strzelca oraz próbowali strzelać w niechronioną od spodu chłodnicę oleju. Ił-2 w trakcie walki powietrznej miał małe szanse na ucieczkę ze względu na niską prędkość i zwrotność.
Poważnym zagrożeniem dla Ił-2 były niemieckie działa przeciwlotnicze. W powojennych wywiadach piloci latających czołgów wymieniali działka 20 i 37 mm jako podstawowe zagrożenia. Działa Flak 18, kalibru 88 mm nie były już tak skuteczne z powodu swojej małej szybkostrzelności. Nisko latające maszyny stanowiły dla nich zbyt szybki cel. Podobnie próby użycia cięższych, 76-milimetrowych dział w Finlandii latem 1944 roku dla wsparcia mniejszych działek 20/37mm, zakończyły się fiaskiem. Duże działa zanotowały jedynie kilka zestrzeleń radzieckich samolotów. Pojedyncze trafienia od dołu pociskami z działek 20 mm często okazywały się zbyt mało skuteczne, by zestrzelić opancerzony samolot. Jednakże jedno trafienie pociskiem z działka 37 mm zwykle wystarczyło, by zestrzelić Ił-2.
Pancerz o grubości 4–6 mm, otaczający silnik i kokpit, był w stanie wytrzymać uderzenia pocisków mało- i średniokalibrowych karabinów maszynowych. Tylny strzelec nie miał już tak dobrej ochrony jak pilot, wskutek czego na jednego zabitego pilota przypadało nawet siedmiu poległych strzelców. Duże straty wśród radzieckich załóg wynikały również z przyjętej przez dowództwo taktyki – nawet maszyny pozbawione już amunicji wykonywały przeloty nad celami, aby w ten sposób zastraszyć wojsko wroga. Niemieccy żołnierze mieli określać Iła przydomkiem Rzeźnik (z niem. Schlächter), Maszynka do mięsa (Fleischwolf), Żelazny Gustaw (Eiserner Gustav). W Armii Czerwonej natomiast samolot nazywany był Горбатый (Garbaty), od charakterystycznego kształtu kadłuba. Konstruktorzy nadali maszynie przydomek Летающий танк (Latający Czołg). Piloci Luftwaffe z kolei przezywali radziecką konstrukcję Betonflugzeug (Betonowy samolot) i Zementbomber (Cementowy bombowiec). Wbrew sowieckiej propagandzie określenie „Czarna śmierć”, nadane rzekomo przez żołnierzy niemieckich Iłowi-2, nigdy nie funkcjonowało.

### Tylni strzelcy
Z powodu wielkich strat spowodowanych atakami wrogich myśliwców władze wymusiły na Iljuszynie dodanie stanowiska tylnego strzelca, w związku z czym w lutym 1942 roku reaktywowano projekt dwumiejscowy. Wersję tę nazwano Ił-2M. Początkowo po prostu wycinano w tylnej owiewce dziurę, w której umieszczano płócienne siodełko i karabin maszynowy UBT, zamontowany na niewielkiej podpórce. Późniejsze, fabrycznie produkowane wersje, miały wydłużony przedział załogowy kadłuba ze zmodyfikowaną owiewką, która chroniła strzelca przed czynnikami atmosferycznymi. W przeciwieństwie do dobrze opancerzonego kokpitu pilota, którego pancerz miał 4–6 mm grubości, a także szybę pancerną odporną na ostrzał z karabinów maszynowych, tylny strzelec nie miał praktycznie żadnej ochrony, przez co stosunek śmierci wynosił 1:7 (na jednego pilota, siedmiu strzelców). Jedyną bronią umożliwiającą mu „przetrwanie” był wspomniany wyżej karabin. Dwumiejscowe maszyny weszły do służby we wrześniu 1942 roku. Pozostałe w linii samoloty jednomiejscowe również modyfikowano do tego standardu. Późniejszymi zmianami było zastąpienie działek kal. 20/23 mm, 37-milimetrowymi oraz zwiększenie zasięgu. Modyfikacje te spowodowały jednak spadek osiągów maszyny i pogorszenie stabilności. Problemy te szybko usunięto poprzez ulepszenia aerodynamiczne i użycie lżejszych, drewnianych paneli skrzydła. W 1943 roku w Ile-2 Typ 3 (Ił-2m3) przeprojektowano płaty, które przypominały kształtem skrzydła amerykańskiego samolotu szkolnego North American T-6 Texan. Przez zastosowanie skrzydeł z mniejszym, 15-stopniowym skosem, osiągi i właściwości lotne Szturmowików poprawiły się, a ich straty spadły. Ze względu na brak myśliwców podczas bitwy o Stalingrad, zmodernizowane Ił-2 sporadycznie używane były do ataków na bombowce i transportowce przeciwnika. Szturmowiki zanotowały także kilka zestrzeleń niemieckich samolotów myśliwskich.

## Podsumowanie
Samolot przez wielu uważany był za jedną z najlepszych maszyn II wojny światowej. Chwalono jego prostą konstrukcję, a przede wszystkim silne opancerzenie, co miało czynić go samolotem wręcz niezniszczalnym. Po obaleniu komunizmu pojawiły się jednak głosy krytykujące konstrukcję Iljuszyna.
Przeciwnicy wśród niedomagań Szturmowików wymieniali głównie prymitywną konstrukcję, sięgającą wczesnych lat trzydziestych: przestarzały układ chłodzenia czy nietrwałą, drewnianą konstrukcję części ogonowej. Kolejnymi mankamentami były: słaba manewrowość maszyny, mała szybkość i praktycznie całkowita bezradność przy atakujących myśliwcach wroga, a także niedostateczna widoczność do tyłu samolotu. Jako poważną wadę wymieniano słabe uzbrojenie, a ponadto jego duży rozrzut (szczególnie działek WJa-23). Brak celownika bombowego przyczynił się do słabej skuteczności ataków na naziemne cele punktowe. Ponadto Ił-2 miał bardzo mały udźwig bomb (400–600 kg), w porównaniu np. z niemieckim Ju 87, który był w stanie zabrać do 1000 kg ładunku bombowego. Kolejnym słabym punktem latających czołgów była słaba jakość materiałów wykorzystywanych do ich produkcji i braki w wyposażeniu. Silniki były bardzo nietrwałe, a brak radiostacji uniemożliwiał kontakt z dowództwem czy jednostkami naziemnymi. Lotnicy narzekali również na często opłakany stan maszyn i nieodpowiednią obsługę. Jako ostatni, decydujący punkt, przeciwnicy Iłów przytaczali niedostateczne wyszkolenie pilotów oraz błędy w taktyce użycia Szturmowików, przez co stracono wiele maszyn.
W sumie (łącznie z Ił-10) w latach 1941–1945 ZSRR straciło w walce 10 762 Szturmowików, z czego 533 w 1941, 1676 w 1942, 3515 w 1943, 3347 w 1944 i 1691 w 1945. Średnio na każde 11 lotów wersji jednomiejscowej przypadała jedna strata. Wersja dwumiejscowa miała znacznie lepszy stosunek lotów do strat, który wynosił 26:1. W czasie wojny straty Szturmowików były większe niż bombowców czy myśliwców, pomimo faktu, że to Iły były lepiej opancerzone. Powodem tego była nieodpowiednia taktyka: maszyny większość czasu latały nad linią frontu na małych wysokościach, będąc cały czas pod ostrzałem artylerii przeciwlotniczej.

## Załoga

### Znani piloci latający na Ił-2
Wśród pilotów, który zasłynęli, walcząc na Ił-2, była starszy porucznik Anna Jegorowa, która wykonała 277 lotów bojowych. 20 sierpnia 1944 roku została zestrzelona i dostała się do niewoli niemieckiej. 6 maja 1965 roku została odznaczona Złotą Gwiazdą Bohatera Związku Radzieckiego. Młodszy porucznik Iwan Draczenko, inny pilot Szturmowika, był jednym z zaledwie czterech mężczyzn, którzy zostali odznaczeni zarówno Złotą Gwiazdą Bohatera Związku Radzieckiego, jak i Orderem Sławy wszystkich trzech klas.
Bohater ZSRR – G. Kuzniecow przeżył zestrzelenie swojego latającego czołgu, kiedy wracał do bazy z lotu zwiadowczego. Pilot wydostał się z wraku i ukrył się w pobliżu. Ku jego zaskoczeniu Messerschmitt Bf 109 wylądował w pobliżu miejsca katastrofy i jego pilot zaczął oglądać rozbity Szturmowik w poszukiwaniu pamiątek. Nie zastanawiając się długo, Kuzniecow pobiegł do niemieckiego myśliwca i wykorzystał go, by powrócić na własne lotnisko. Miał szczęście, ponieważ ledwo uniknął zestrzelenia ze strony radzieckich maszyn.
Kosmonauta Gieorgij Bieriegowoj wykonał 185 misji bojowych na Ile. W 1962 roku dołączył do radzieckiego programu kosmicznego i w 1968 roku poleciał w przestrzeń kosmiczną w ramach projektu Sojuz 3.
Częste podczas II wojny światowej były „dary” samolotów dla konkretnych pilotów. Maszyny fundowane były przez rodziny, fabryki czy towarzyszy poległych pilotów. Jednym z najbardziej znanych darów był samolot od siedmioletniej córki poległego dowódcy 237 SzAP. Po śmierci ojca dziewczynka wysłała 100 rubli do Stalina z prośbą, by użył tych pieniędzy do zakupu nowego Szturmowika, by pomścić śmierć taty. Wyjątkowo list dostał się w ręce Stalina i 237 SzAP dostał nowego Ił-2m3 z napisem „Od Lenki za ojca”.

### Wypowiedzi weteranów
Walentin Awerjanow (pilot, Bohater Związku Radzieckiego):

Samolot na potrzeby wojny był dobry i potrzebny. Co prawda, nie oszczędzał załogi, ale jako broń – wspaniała maszyna... Nurkować nie mógł, ale na małej wysokości był bardzo skuteczny. Braliśmy 400 kg bomb, rzadko 600 – bo nie chciał wystartować. Prawdę mówiąc możliwości bombowych w Szturmowikach nie było. Dlaczego? Nie raz nie trafialiśmy w cel! Тo samo z rakietami RS – poleciały i postraszyły. Najbardziej dokładną bronią były działka. Bardzo dobre były 23-milimetrowe działka WJa. Przychodziło nam także latać z 37-milimetrowymi armatami NS-37. Kiedy z nich strzelałeś, to samolot prawie się zatrzymywał z powodu dużego odrzutu. Nie było to przyjemne, ale była to potężna broń.

Nikołaj Purgin (pilot, Bohater Związku Radzieckiego):

... Ił-2 był odporny na uszkodzenia, bo z żelaza. Wznosiło się ciężko, tysiąc metrów z bombami nabierało się z 10 minut... Nurkować mógł na 45–60 stopni.

Nikołaj Sztangjejew (pilot):

Maszyny, oczywiście, były niezbyt zwrotne, ale bardzo wytrzymałe. Samolot utrzymywał stabilność w locie, nawet z poważnymi uszkodzeniami. Widoczność była doskonała, a i sama kabina była bardzo przestronna.

Walentin Usow (mechanik, strzelec):

Myślę, że w tym czasie był to jedyny samolot, który z powodzeniem łączył dużą siłę ognia, niezłą zwrotność i dobre opancerzenie... Oczywiście 20-milimetrowy pocisk uszkadzał pancerz, ale rykoszet był niegroźny... Ponadto, nie w pełni chowane koła sprawiały, że czasami trzeba było siadać na brzuchu. To powodowało uszkodzenia chłodnicy oleju, ale można ją było naprawić w warunkach polowych. Jedyną wadą, jaką mogę wskazać, była niska jakość konserwacji.

## Użytkownicy

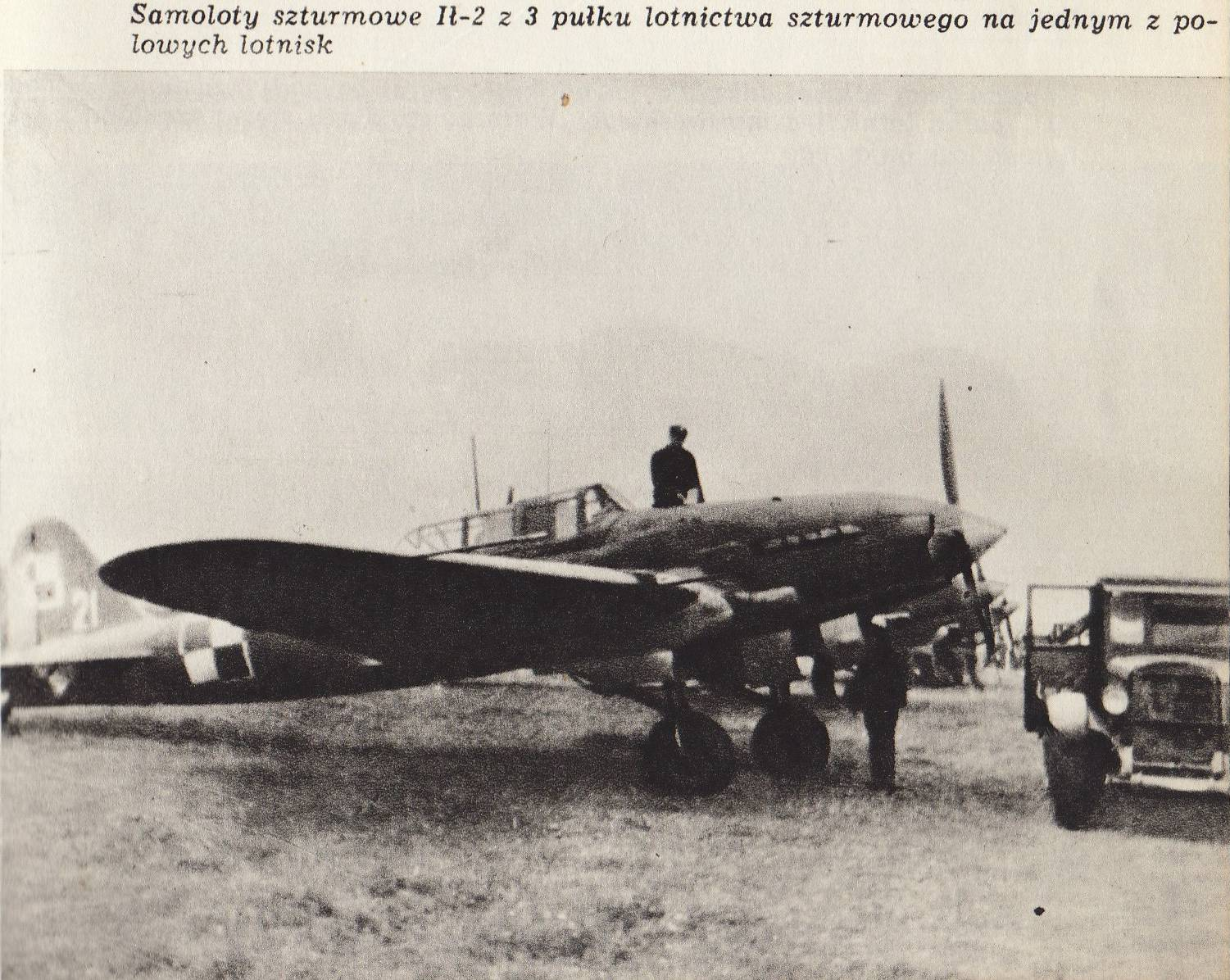
Polski Ił-2 w barwach 3 Pułku Lotnictwa Szturmowego na lotnisku polowym

Po wojnie Szturmowiki służy w lotnictwie państw Europy Wschodniej. Większość samolotów została ostatecznie zezłomowana z nadejściem wojskowych odrzutowców.
 Bułgaria
- Bułgarskie Siły Powietrzne w 1945 roku otrzymały 120 uzbrojonych i 10 szkolnych maszyn. Wycofane ze służby w 1954 roku[65].

 Czechosłowacja
- Czechosłowackie Siły Powietrzne otrzymały 33 bojowe i 2 szkolne (Ił-2U) samoloty, które w służbie pozostały do 1949 roku[66].

 Jugosławia
- Jugosłowiańskie Siły Powietrzne otrzymały 213 samolotów różnych modyfikacji, które na służbie pozostały do 1954 roku[65]. Używane przez:
  - 421 Pułk Lotnictwa Szturmowego (1944–1948)
  - 554 Pułk Lotnictwa Szturmowego (1945–1948)
  - 422 Pułk Lotnictwa Szturmowego (1944–1948)
  - 423 Pułk Lotnictwa Szturmowego (1944–1948)
  - 3 Pułk Szkolenia Lotniczego (1945–1948)
  - 81 Pułk Lotnictwa Szturmowego (1948–1953)
  - 96 Pułk Lotnictwa Szturmowego (1948–1954)
  - 107 Pułk Lotnictwa Szturmowego (1948–1953)
  - 11 Pułk Lotnictwa Szturmowego (1948–1952)
  - 185 Mieszany Pułk Lotniczy (1949–1952)

 Mongolia
- Mongolskie Siły Powietrzne w 1945 roku otrzymały 71 maszyn bojowych, które zostały wycofane z użytku w 1954 roku.

 Polska
- Wojska Lotnicze w latach 1944–1946 otrzymały 250 dwumiejscowych maszyn Ił-2, które używane były do 1949 roku[66].

 ZSRR
- Военно-Воздушные Силы (Wojenno-Wozdusznyje Siły)

## Dane taktyczno-techniczne

### Tabela z danymi technicznymi wybranych wersji
Źródło: 
|                                       | Ił-2 (CKB-55P)                                               | Ił-2                                                         | Ił-2 (1942)                                                | Ił-2 (1943)                                                                         | Ił-2m3                                                                              | Ił-2 NS-37                                                              | Ił-2 M-82                                                                             |
| Dane techniczne                       | Dane techniczne                                              | Dane techniczne                                              | Dane techniczne                                            | Dane techniczne                                                                     | Dane techniczne                                                                     | Dane techniczne                                                         | Dane techniczne                                                                       |
| ------------------------------------- | ------------------------------------------------------------ | ------------------------------------------------------------ | ---------------------------------------------------------- | ----------------------------------------------------------------------------------- | ----------------------------------------------------------------------------------- | ----------------------------------------------------------------------- | ------------------------------------------------------------------------------------- |
| Załoga                                | 1 (pilot)                                                    | 1 (pilot)                                                    | 2 (pilot i strzelec)                                       | 2 (pilot i strzelec)                                                                | 2 (pilot i strzelec)                                                                | 2 (pilot i strzelec)                                                    | 2 (pilot i strzelec)                                                                  |
| Długość                               | 11,653 m                                                     | 11,653 m                                                     | 11,653 m                                                   | 11,653 m                                                                            | 11,653 m                                                                            | 11,653 m                                                                | 11,653 m                                                                              |
| Rozpiętość skrzydeł                   | 14,6 m                                                       | 14,6 m                                                       | 14,6 m                                                     | 14,6 m                                                                              | 14,6 m                                                                              | 14,6 m                                                                  | 14,6 m                                                                                |
| Powierzchnia nośna                    | 38,5 m²                                                      | 38,5 m²                                                      | 38,5 m²                                                    | 38,5 m²                                                                             | 38,5 m²                                                                             | 38,5 m²                                                                 | 38,5 m²                                                                               |
| Masa własna                           | 3990 kg                                                      | ok. 4200 kg                                                  | 4261 kg                                                    | 4625 kg                                                                             | 4625 kg                                                                             | 4625 kg                                                                 | 3935 kg                                                                               |
| Masa startowa                         | 5310 kg                                                      | ok. 5500 kg                                                  | 5788 kg                                                    | 6060 kg                                                                             | 6160 kg                                                                             | 5950 kg                                                                 | 5655 kg                                                                               |
| Maksymalna masa startowa              | 5510 kg                                                      | ok. 5900 kg                                                  | 5988 kg                                                    | 6260 kg                                                                             | 6360 kg                                                                             | b.d.                                                                    | 5855 kg                                                                               |
| Silnik                                | 1× Mikulin AM-38                                             | 1× Mikulin AM-38                                             | 1× Mikulin AM-38                                           | 1× Mikulin АМ-38F                                                                   | 1× Mikulin АМ-38F                                                                   | 1× Mikulin АМ-38F                                                       | 1× Szwecow ASz-82                                                                     |
| Moc                                   | 1225 kW (1 665 KM)                                           | 1177 kW (1 600 KM)                                           | 1177 kW (1 600 KM)                                         | 1250 kW (1 700 KM)                                                                  | 1250 kW (1 700 KM)                                                                  | 1250 kW (1 700 KM)                                                      | 1233 kW (1 675 KM)                                                                    |
| Osiągi                                |                                                              |                                                              |                                                            |                                                                                     |                                                                                     |                                                                         |                                                                                       |
| Prędkość maksymalna na poziomie morza | 433 km/h                                                     | 396 km/h                                                     | 380 km/h                                                   | 391 km/h                                                                            | 390 km/h                                                                            | 375 km/h                                                                | 365 km/h                                                                              |
| Prędkość maksymalna / na wysokości    | 450 km/h / 2460 m                                            | 426 km/h / 2500 m                                            | 414 km/h / 2500 m                                          | 405 km/h / 1200 m                                                                   | 410 km/h / 1500 m                                                                   | 390 km/h / 1200 m                                                       | 396 km/h / 2500 m                                                                     |
| Prędkość lądowania                    | 140 km/h                                                     | 140 km/h                                                     | 140 km/h                                                   | 145 km/h                                                                            | 145 km/h                                                                            | 136 km/h                                                                | 147 km/h                                                                              |
| Zasięg normalny                       | 640 km                                                       | 740 km                                                       | 740 km                                                     | 685 km                                                                              | 685 km                                                                              | 685 km                                                                  | 700 km                                                                                |
| Pułap praktyczny                      | 7800 m                                                       | 6200 m                                                       | 6200 m                                                     | 6000 m                                                                              | 6000 m                                                                              | 6000 m                                                                  | 7500 m                                                                                |
| Czas wznoszenia na 1000 m             | 1 min 36 s                                                   | 2 min 12 s                                                   | powyżej 2 min 12 s                                         | 2 min 12 s                                                                          | 2 min 12 s                                                                          | 2 min 12 s                                                              | 1 min 48 s                                                                            |
| Rozbieg w czasie startu               | 450 m                                                        | 420 m                                                        | 420 m                                                      | 395 m                                                                               | 395 m                                                                               | 370 m                                                                   | 524 m                                                                                 |
| Dobieg w czasie lądowania             | 400 m                                                        | 400 m                                                        | 400 m                                                      | 500 m                                                                               | 500 m                                                                               | 500 m                                                                   | 515 m                                                                                 |
| Uzbrojenie                            |                                                              |                                                              |                                                            |                                                                                     |                                                                                     |                                                                         |                                                                                       |
| Działka i karabiny maszynowe          | 2× 20 mm SzWAK po 210 pocisków 2× 7,62 mm SzKAS po 750 naboi | 2× 20 mm SzWAK po 250 pocisków 2× 7,62 mm SzKAS po 750 naboi | 2× 23 mm WJa po 150 pocisków 2× 7,62 mm SzKAS po 750 naboi | 2× 23 mm WJa po 150 pocisków 2× 7,62 mm SzKAS po 750 naboi 1× 12,7 mm UBT 150 naboi | 2× 23 mm WJa po 150 pocisków 2× 7,62 mm SzKAS po 750 naboi 1× 12,7 mm UBT 150 naboi | 2× 37 mm NS po 50 pocisków 2× 7,62 mm SzKAS po 750 naboi 1× 12,7 mm UBT | 2× 20 mm SzWAK po 250 pocisków 2× 7,62 mm SzKAS po 750 naboi 1× 12,7 mm UBT 300 naboi |
| Rakiety                               | 8× RS-82                                                     | 8× RS-82                                                     | 8× RS-82/RS-132                                            | 4× RS-82/RS-132                                                                     | 4× RS-82/RS-132                                                                     | –                                                                       | 8× RS-82                                                                              |
| Bomby                                 | 400 kg bomb                                                  | 400 kg bomb                                                  | 400 kg bomb                                                | 600 kg bomb                                                                         | 600 kg bomb                                                                         | –                                                                       | 400 kg bomb                                                                           |

### Dane uzbrojenia strzeleckiego stosowanego na samolotach Ił-2

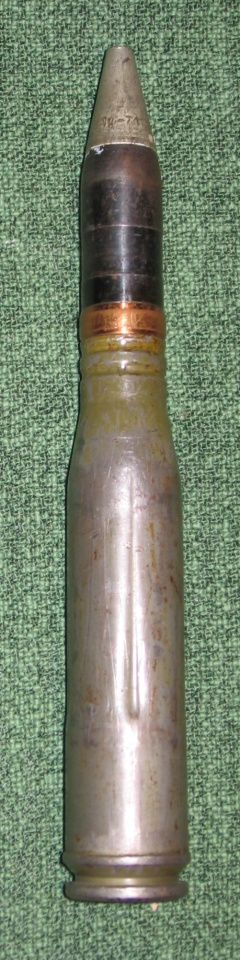
Nabój 23 × 152 mm do działka WJa-23

Źródło: 
| Oznaczenie broni | Kaliber (mm) | Masa pocisku (g) | Prędkość początkowa (m/s) | Szybkostrzelność (strz/min) | Masa broni (kg) |
| ---------------- | ------------ | ---------------- | ------------------------- | --------------------------- | --------------- |
| SzKAS            | 7,62 × 54    | 9,6              | 825                       | 1800                        | 10              |
| SzWAK            | 20           | 96               | 800                       | 800                         | 42              |
| UBT              | 12,7 × 108   | 48               | 860                       | 1000                        | 21,5            |
| WJa              | 23           | 200              | 915                       | 550                         | 66              |
| NS-37            | 37           | 735              | 900                       | 250                         | 150             |

## Zachowane egzemplarze
W muzeach w Europie Wschodniej znajduje się pięć kompletnych maszyn. Cztery z nich to oryginalne maszyny, biorące udział w wojnie. Wiele części z wraków do dziś znajdowane jest na terenach, przez które przechodziły fronty II wojny światowej. W ostatnich latach kilka wraków Ił-2 zostało odzyskanych nad Balatonem – dużym, płytkim jeziorem na Węgrzech, gdzie w końcowym okresie wojny odbyła się operacja Frühlingserwachen – ostatnia większa bitwa pancerna II wojny światowej.
1. Oryginalny Ił-2 o numerze seryjnym 308331, wybudowany przez 30. zakład lotniczy w Moskwie, znajduje się w Muzeum Lotnictwa w Belgradzie, w Serbii.
2. Oryginalny Ił-2 znajduje się w Muzeum Wojska Polskiego w Warszawie, jest to samolot w wersji Ił-2m3, który służył w 3 Pułku Lotnictwa Szturmowego z numerem taktycznym 21.
3. Oryginalny Ił-2 wystawiony jest w Narodowym Muzeum Lotnictwa w Krumowie, w Bułgarii.
4. Odnowiony Ił-2 o numerze produkcyjnym 301060, złożonym przez 30. zakład lotniczy, pokazywany jest na ekspozycji plenerowej Centralnego Muzeum Sił Lotniczych Federacji Rosyjskiej w Monino w Rosji.
5. Odnowiony i latający Ił-2M, odnaleziony w 2005 roku na bagnach koło Pskowa. Po 6 latach renowacji w Nowosybirsku samolot ponownie wzbił się w powietrze jesienią 2011 roku[69].

## Samoloty – pomniki
- W mieście Samara znajduje się pomnik Ił-2, postawiony w 1975. Samolot ten znaleziono po wojnie na bagnach w rejonie Murmańska w pobliżu stacji Alakurtti. Maszyna została przewieziona do Samary i odnowiona. Później została zamontowana na skrzyżowaniu Alei Kirowa z autostradą do Moskwy. Pomnik został odsłonięty 9 maja 1975 roku, czyli w trzydziestą rocznicę zwycięstwa Związku Radzieckiego w II wojnie światowej[70].
- 9 maja 1979 roku w Woroneżu przy fabryce samolotów odsłonięto pomnik Ił-2 na cześć pracowników pracujących w zakładach lotniczych w trakcie wojny.
- W Noworosyjsku w 1974 roku wzniesiono monument z samolotu wyłowionego z Zatoki Cemeskiej. Jest to maszyna o numerze 2440, należąca do 8 Gwardyjskiego Szturmowego Pułku Lotniczego, która została zestrzelona 19 kwietnia 1943 roku (załoga – major Wiktor Kuzniecow i starszy marynarz Aleksandr Rieszetinski – poległa). Pomnik znajduje się w pobliżu kompleksu pamięci Małaja Ziemlja, poświęconemu walkom o miasto[71].
- Podczas obchodów Dnia Zwycięstwa, 8 maja 2008 roku w podmoskiewskim mieście Dubna odsłonięto pomnik jednomiejscowego Szturmowika. Maszyna o numerze seryjnym 381417 w czerwcu 1943 roku spadła do lasu, około 5 kilometrów od współczesnego centrum Dubnej. Ponad pół wieku samolot przeleżał w bagnie, gdzie znaleźli go amatorzy poszukiwań. W 2004 roku został wyłowiony i z inicjatywy władz miasta, przedsiębiorców i mieszkańców zaadaptowano maszynę jako monument[72].
- We wsi Lebjaż w obwodzie leningradzkim stoi samolot ku czci obrońców nieba Bałtyku.